# (5906) 1989 SN5
Az (5906) 1989 SN5 a Naprendszer kisbolygóövében található aszteroida. Gilmore és Kilmartin fedezte fel 1989. szeptember 24-én.